# Шандра (Сату-Маре)
Шандра (рум. Șandra) — село у повіті Сату-Маре в Румунії. Входить до складу комуни Белтіуг.
Село розташоване на відстані 425 км на північний захід від Бухареста, 26 км на південь від Сату-Маре, 101 км на північний захід від Клуж-Напоки.

## Населення
За даними перепису населення 2002 року у селі проживали 233 особи.
Національний склад населення села:
| Національність | Кількість осіб | Відсоток |
| -------------- | -------------- | -------- |
| румуни         | 102            | 43,8%    |
| угорці         | 56             | 24,0%    |
| цигани         | 56             | 24,0%    |
| німці          | 12             | 5,2%     |
| українці       | 7              | 3,0%     |

Рідною мовою назвали:
| Мова       | Кількість осіб | Відсоток |
| ---------- | -------------- | -------- |
| румунська  | 139            | 59,7%    |
| угорська   | 71             | 30,5%    |
| німецька   | 11             | 4,7%     |
| українська | 7              | 3,0%     |
| циганська  | 5              | 2,1%     |